# Монетна система Токуґава

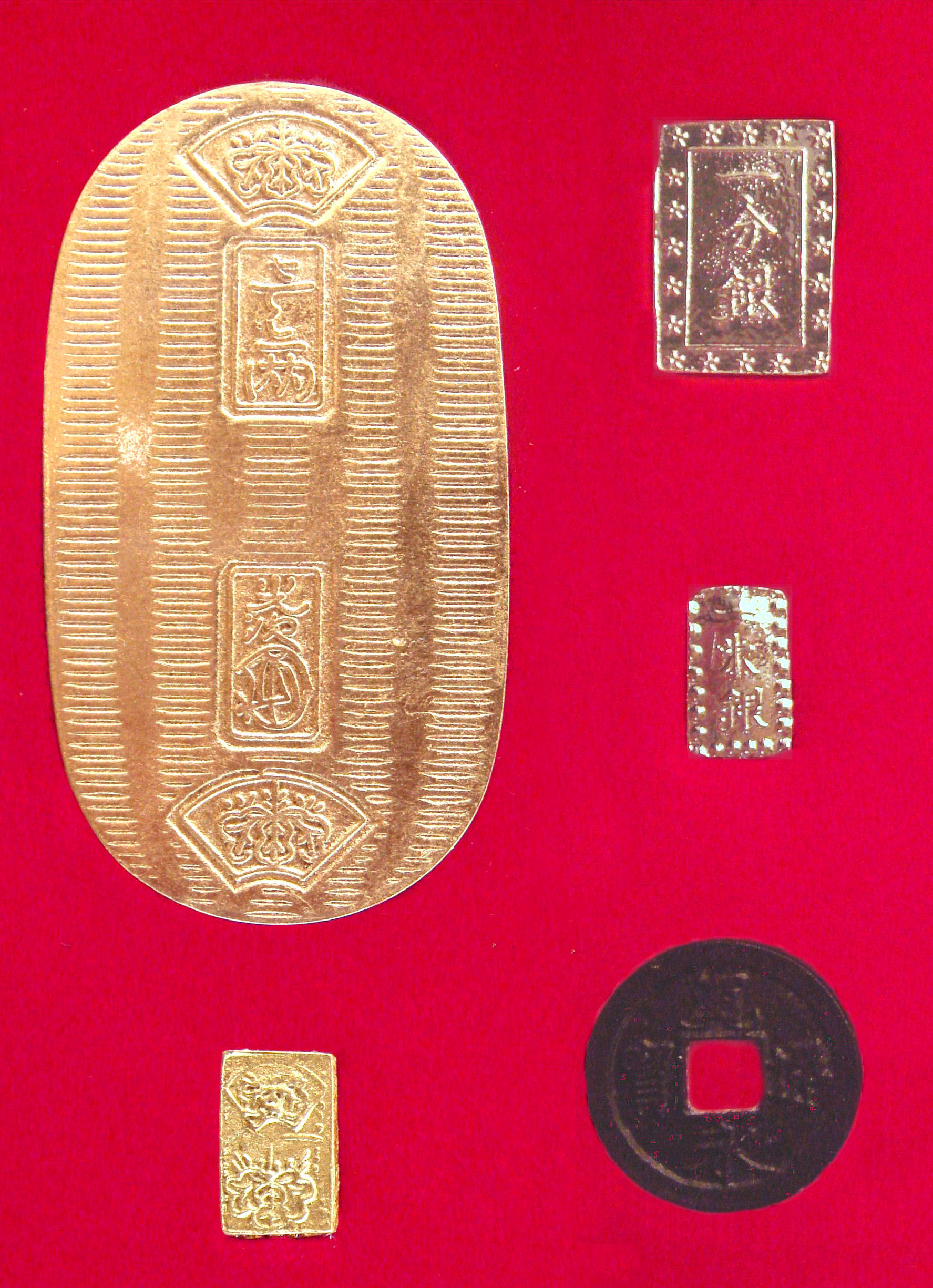
Основні монети системи Токуґава.

Монетна система Токуґава унітарна та незалежна монетна система встановлена сьоґуном Токуґава Іеясу 1601 року в Японії, та діяла протягом всього періоду Едо до його завершення в 1867 році.

## Історія
Становлення монетної системи Токуґава відбувалось в ті часи, коли Японія залежала від Китайських бронзових монет. Система Токуґава діяла протягом більш ніж двох століть, та завершилась під час війни Босін та реставрації Мейдзі.

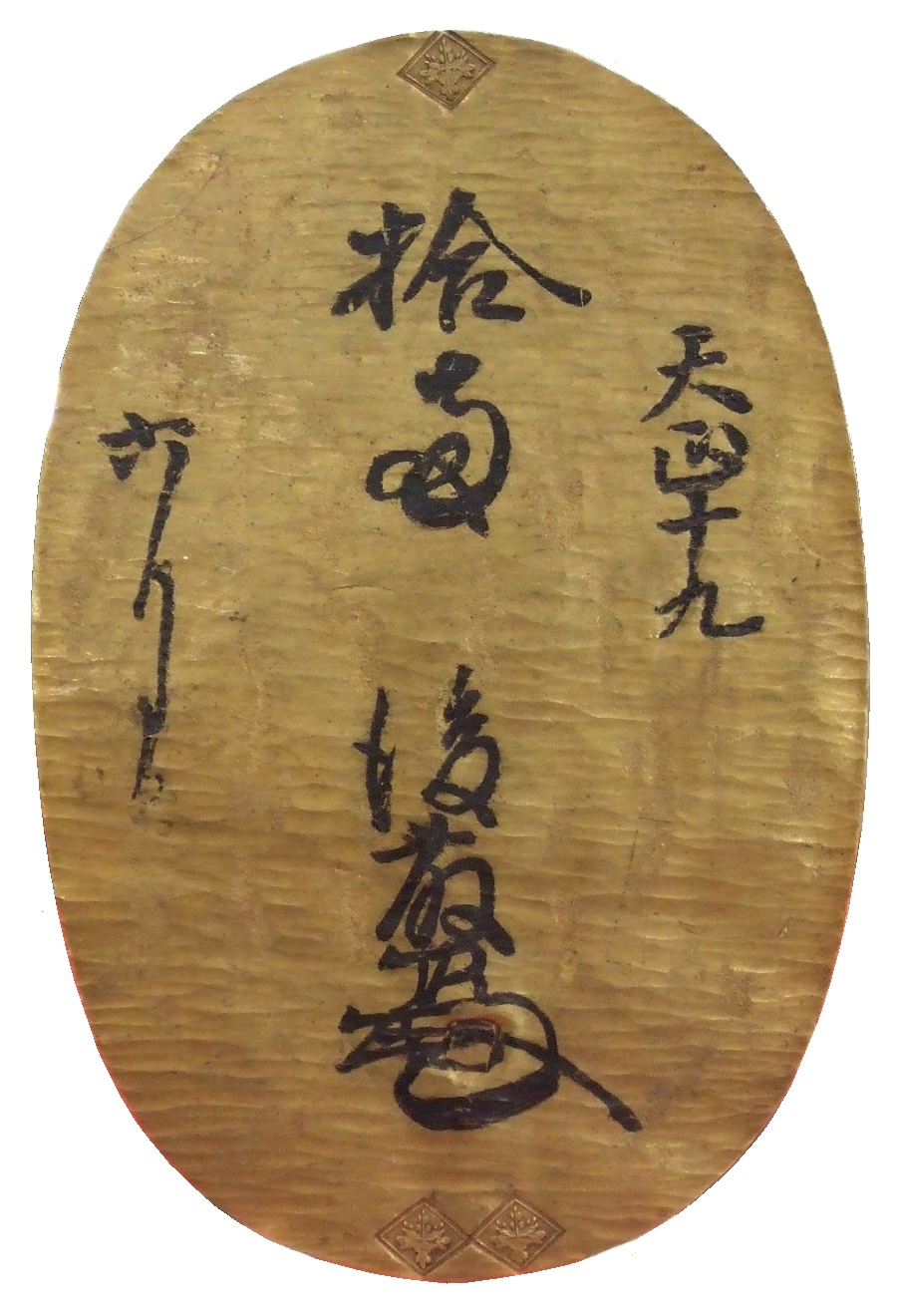
A Tenshō Ōban (天正大判), made in 1588 by Hideyoshi.

Починаючи з 1601 року, монетна система Токуґава складалась з золотих, срібних та бронзових монет. Номінали монет були фіксованими, але обмінний курс був змінним, та залежав від ринку.

## Структура

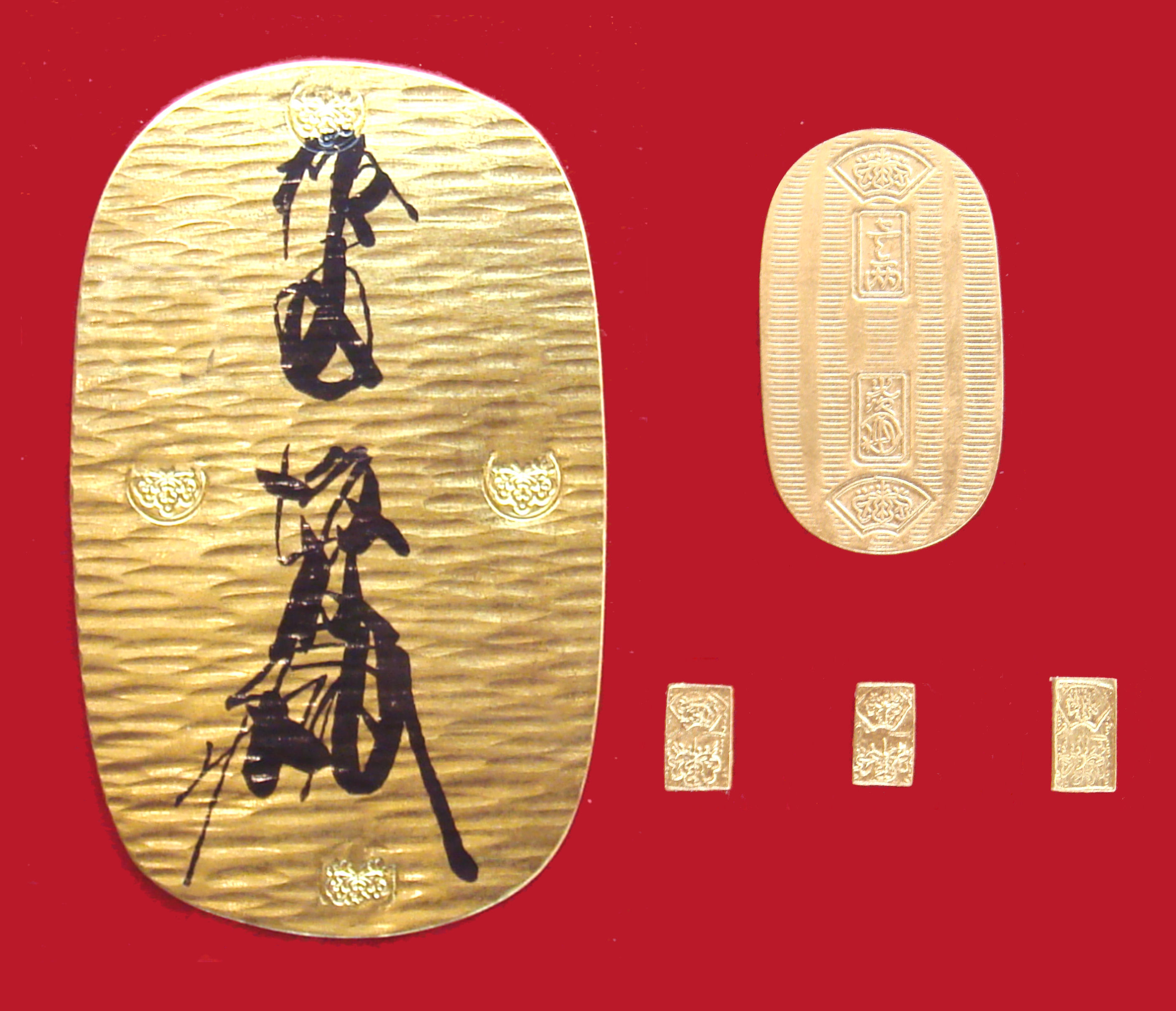
Золоті монети періоду Кейтьо: Обан, Кобан, Ічубубан, 1601—1695.

Монетна система Токуґава була побудована на основі потрійного стандарту з застосуванням золота, срібла та бронзи для виготовлення монет. Номінали монет були кратні 4 та визначались по відношенню до Рю. Один Рю дорівнював 4 Бу, 16 Шу аб 4 0000 Мон (дешева монета з бронзи).